# Маріка Котопулі

Афіша театру «Неа-Скіні», що анонсує виставу в головних ролях із Марікою Котопулі та Константіносом Сайором

Маріка Котопулі (грец. Μαρίκα Κοτοπούλη; 3 травня 1887, Афіни — 3 вересня 1954) — найвидатніша грецька акторка першої половини XX століття. Мала власний Театр Котопулі-

## Біографія
Народилась у родині акторів, уперше на сцену вийшла під час однієї зі гастролей батьків у виставі «Кучер Альп». Маріка здійснила свій офіційний дебют у Королівському театрі в 1903 році. 1906 року вирушила до Парижа, аби здобути професійну театральну освіту. З 1908 року вона мала власну трупу і власний театр Театр Котопулі. У цей період вона докладала багато зусиль, аби випередити іншу грецьку акторку Ківелі. Обидві акторки мали дуже відданих вболівальників, і під час Національного розколу їх суперництво набуло також політичного забарвлення: у той час, як Ківелі висловилася на підтримку Елефтеріоса Венізелоса, Котопулі стала символом роялістського табору. Крім того 1912 року Котопулі мала романтичні стосунки із Йоном Драгумісом — основним опонентом Венізелоса. Втім у період 1932—1934 і 1950—1952 років Котопулі та Ківелі успішно працювали у спільних проєктах.
1923 року Маріка Котопулі одруöилася з Георгієм Хелмом. Спільно зі Спіросом Меласом і Дімітрісом Міратом, Котопулі співзаснувала і взяла участь у діяльності театру «Вільна сцена» (Ελεύθερη Σκηνή, заснований у червні 1929 року; існував до весни 1930), перш ніж розпочати турне США. У 1933 році вона виконала роль у єдиній кінострічці за свою насичену кар'єру — фільмі греко-турецького виробництва «Bad Road», заснованому на романі Грігоріоса Ксенопулоса.
1936 року зусиллями Котопулі був побудований новий театр Rex на вулиці Панепістиміу в центрі Афін спеціально для її трупи. До репертуару Котопулі увійшли багато класичних вистав, серед яких і стародавні грецькі, і сучасні, від Есхіла до Гете й Ібсена. Цей театр і нині має назву театру Рекс / Котопулі і функціонує як філія Національного театру Греції. 1937 року до складу трупи Котопулі була прийнята Смаро Стефаніду.
Останній виступ Маріки Котопулі відбувся у Сірос 24 березня 1953 року.

## Нагороди
Ще за свого життя Маріка Котопулі була нагороджена орденом короля Георга I у 1921 році. 1923 року вона була нагороджена відзнакою Міністерства освіти Геції.
1951 року була заснована Премія Марії Котопулі, яка вручається провідним грецьким акторам.
Старий будинок відпочинку Котопулі у передмісті Афін Зографу був перетворений на Музей Маріки Котопулі, який відкрився 1990 року.